# Epiphile plusios
Epiphile plusios är en fjärilsart som beskrevs av Frederick DuCane Godman och Osbert Salvin 1883. Epiphile plusios ingår i släktet Epiphile och familjen praktfjärilar. Inga underarter finns listade i Catalogue of Life.